# فريد روجرز
فريد ماكفيلي روجرز (بالإنجليزية: Fred McFeely Rogers) (20 مارس 1928-27 فبراير 2003)، معروف أيضًا باسم السيد روجرز، شخصية تلفزيونية أمريكية، وموسيقي، ومحرك دمى، وكاتب، ومنتج، وكاهن مَشيَخي. كان صاحب فكرة ومدير ومضيف المسلسل التلفزيوني حي السيد روجرز الذي يستهدف فئة الأطفال قبل دخولهم المدرسة، والذي عُرض من عام 1968 حتى عام 2001.
ولد روجرز في لاتروب، بنسيلفانيا بالقرب من بيتسبرغ، وحصل على شهادة البكالوريوس في الموسيقى من كلية رولينز. بدأ مسيرته التلفزيونية مع هيئة الإذاعة الوطنية (إن بي سي) في نيويورك، ومن ثم عاد إلى بيتسبرغ في عام 1953 للعمل في برامج الأطفال لدى محطة التلفزيون دبليو كيو إي دي التابعة لقناة نيت (لاحقًا بي بي إس). تخرج من الكلية اللاهوتية في بيتسبرغ عام 1962 بدرجة البكالوريوس في علم اللاهوت. وفي عام 1963 أصبح كاهنًا مَشيَخيًا. التحق بكلية الدراسات العليا لتنمية الأطفال في جامعة بيتسبرغ، حيث بدأ تعاونه الذي دام ثلاثين عامًا مع المختصة بعلم نفس الأطفال مارغاريت ماكفارلاند. ساهم أيضًا في تطوير عرضي الأطفال زاوية الأطفال (1955) والسيد روجرز (1963). وفي عام 1963، أنشأ برنامج حي السيد روجرز، الذي عُرض نحو 33 عامًا. حضي البرنامج باستحسان شديد لتركيزه على مخاوف الأطفال الجسدية والعاطفية، كالموت، والتنافس بين الأخوة، والالتحاق بالمدرسة، والطلاق.
تُوفي روجرز إثر إصابته بسرطان المعدة في 27 فبراير، 2003، عن عمرٍ يناهز 74 عامًا. حضي عمله في مجال تلفزيون الأطفال بثناءٍ واسع النطاق، ونال أكثر من 40 شهادة تشريفية فضلًا عن عدة جوائز، بما فيها وسام الحرية الرئاسي في عام 2002 وجائزة إيمي للإنجاز مدى الحياة. وتقلد منصبًا في قاعة المشاهير التلفزيونية في عام 1999. أصبح روجرز مصدر إلهام الكثير من الكتاب والمنتجين في عالم العروض التلفزيونية الخاصة بالأطفال، وكانت برامجه مصدرًا يبعث على الراحة أثناء الأحداث المأساوية، حتى بعد وفاته.

## النشأة
ولد روجرز في 20 مارس 1928، بمدينة لاتروب، بنسيلفانيا، على بعد نحو 40 ميلًا (64 كم) عن بيتسبرغ، في شارع مين 705 ووالداه هما جيمس ونانسي روجرز. كان جيمس «رجل أعمال ناجحًا للغاية» ورئيس شركة ماكفيلي برك، إحدى أكبر الشركات في لاتروب. كان والد نانسي، فريد بروكس ماكفيلي، الذي سُمي روجرز تيمنًا به، رائد أعمال. وكانت نانسي تحيك الكنزات للجنود الأمريكان من بنسيلفانيا الذين قاتلوا في أوروبا إضافةً إلى تطوعها المنتظم في مستشفى لاتروب. في البداية، لأنها كانت تحلم بأن تصبح طبيبة، رضت بحياة العمل التطوعي في المستشفى. ترعرع روجرز في قصر من طابوق ذو ثلاثة طوابق في شارع ويلدون بلاتروب. كان لديه أخت، تبناها والداه عندما كان في عمر 11. قضى روجرز معظم طفولته وحيدًا، يلعب بالدمى، ومع جده أيضًأ. بدأ بالعزف على البيانو وهو في عمر الخامسة. وبسبب هجرة سلفه من المانيا إلى الولايات المتحدة، يوهانس ميفرت (مواليد عام 1732)، فإن روجرز هو ابن العم السادس للمثل الأمريكي توم هانكس، الذي صوره في فيلم يوم جميل في الحي (2019).
مر روجرز بطفولةٍ عصيبة. إذ كان خجولًا، وانطوائيًا، وبدينًا، وكثيرًا ما كان يقبع في المنزل بعد إصابته بنوبات الربو. تعرض للتنمر والسخرية عندما كان طفلًا بسبب بدانته، وكان يُنعت ب «فريدي السمين». وحسب ما قاله مورغان نيفيل، مخرج الفيلم الوثائقي ألن تكون جاري؟ الذي أصدِر عام 2018، فإن روجرز عاش «طفولةً تملؤها الوحدة...أظن أنه كون صداقات مع نفسه بقدر ما يستطيع. فكانت لديه بنية تتكلم من بطنها، وحيوانات [محشوة]، حتى أنه كان يصنع عوالمه الخاصة في غرفة نومه أثناء فترة الطفولة»
التحق روجرز بثانوية لاتروب، حيث تغلب على خجله. «كان الأمر صعبًا علي في البداية»، هذا ما قاله روجرز لتيري غروس من الإذاعة الوطنية العامة. «ولكني تمكنت لاحقًا من تكوين صديقين اكتشفا أن جوهري سليم. كان أحدهما... رئيس فريق كرة القدم». كان روجرز رئيسًا لمجلس الطلاب، وعضوًا في جمعية الشرف الوطنية، ورئيس تحرير كتاب المدرسة السنوي. درس في كلية دارتموث لسنةٍ واحدة قبل أن ينتقل إلى كلية رولينز في وينتر بارك، فلوريدا؛ حيث تخرج عام 1951 بمرتبة الشرف بدرجة البكالوريوس في الموسيقى.
في عام 1962، تخرج روجرز بمرتبة الشرف من الكلية الاهوتية في بيتسبرغ بدرجة البكالوريوس في علم اللاهوت. رَسَمته هيئة الكنيسة في بيتسبرغ التابعة للكنيسة المَشيخية المتحدة كاهنًا في عام 1963. كانت مهمته ككاهن مُرسَم، بدلًا من أن يكون قسيسًا في الكنيسة، تنطوي على الاعتناء بالأطفال وعائلاتهم من خلال شاشة التلفاز. كان دائًما ما يظهر أمام مسؤولو الكنائس للمحافظة على رسامته.

## مسيرته المهنية

### بداية عمله
أراد روجرز الالتحاق بالكلية اللاهوتية بعد إتمام الكلية، لكنه قرر بدلًا من ذلك الدخول في الوسط التلفزيوني الناشئ بعد أن شاهد تلفازًا في بيت والديه عام 1951 أثناء سنته الأخيرة بكلية رولينز. وفي مقابلةٍ أجرتها معه شبكة سي إن إن، قال، «سلكت مسلك التلفزيون لأنني كرهت الحال التي كان عليها، وكنت أؤمن بوجود طريقةٍ ما للاستفادة من هذه الآلة الرائعة في رعاية المشاهدين والمستمعين». وبعد أن تخرج في عام 1951، عمل لدى إن بي سي في مدينة نيويورك مخرجًا لبرنامج يور هت باريد، وساعة كيت سميث، وعرض كابي هايس للأطفال، ومساعد منتج برنامج ذا فويس أوف مايلستون.
في عام 1935، عاد روجرز إلى بيتسبرغ ليعمل كمطور برامج في محطة التلفزيون العام دبليو كيو إي دي. عمل مع جوزي كاري من أجل تطوير برنامج زاوية الأطفال، الذي استضافته كاري. عمل روجرز خلف الكاميرا على تطوير دمى، وشخصيات، وموسيقى العرض. فاستخدم العديد من شخصيات الدمى التي طُورت خلال ذلك الوقت، كشخصية النمر المخطط دانيل (التي تحمل اسم مدير محطة دبليو كيو إي دي، دوروثي دانيل، الذي أعطى روجرز دمية نمر قبل العرض الأول)، وجمعة الملك الثالثة عشر، وسبت الملكة سارة (التي تحمل اسم زوجة روجرز)، والبومة إكس، وهنريتا، والسيدة إلين،  في عملٍ قدمه لاحقًا. كان مقدم برنامج تلفزيون الأطفال آرني كومبس مساعد محرك دمى. حاز برنامج زاوية الطفال على جائزة سيلفانيا في عام 1955 كأفضل برنامج أطفال أنتِج محليًا وأذِيع في كافة أرجاء البلاد على إن بي سي. وفي أثناء عمله على برنامج زاوية الأطفال، التحق روجرز بالكلية اللاهوتية في بيتسبرغ، ورُسِم كاهنًا مَشيَخيًا في عام 1936. والتحق أيضًأ بكلية الدراسات العليا لتنمية الأطفال في جامعة بيتسبرغ، حيث بدأ تعاونه الذي دام ثلاثين سنة مع المختصة بعلم نفس الأطفال مارغاريت ماكفارلاند، التي أصبحت بحسب أقوال ماكسويل كينغ كاتب سيرة روجرز «مستشارته ومعاونته الأولى» و«خبيرة في تعليم الأطفال». إذ كانت ماكفارلاند «مصدر إلهام الكثير من أفكار روجرز فضلًا عن زراعتها فيه  تقدير الأطفال». فعلى مدار ثلاثين عامًا، كانت مستشارته في معظم سيناريوهات وأغاني برنامج حي السيد روجرز.

## وصلات خارجية
- فريد روجرز على موقع IMDb (الإنجليزية)
- فريد روجرز على موقع ميتاكريتيك (الإنجليزية)
- فريد روجرز على موقع الموسوعة البريطانية (الإنجليزية)
- فريد روجرز على موقع روتن توميتوز (الإنجليزية)
- فريد روجرز على موقع قاعدة بيانات الأفلام العربية
- فريد روجرز على موقع ألو سيني (الفرنسية)
- فريد روجرز على موقع ميوزك برينز (الإنجليزية)
- فريد روجرز على موقع ميوزك برينز (الإنجليزية)
- فريد روجرز على موقع أول موفي (الإنجليزية)
- فريد روجرز على موقع قاعدة بيانات برودواي على الإنترنت (الإنجليزية)